# 布尚
布尚（法語：Bouchain，法語發音：[buʃɛ̃] ⓘ）是法国上法兰西大区北部省的一个市镇，位于该省东部，属于瓦朗谢讷区和埃诺门城市公共社区。

## 地理
布尚（50°17'3"N, 3°19'1"E）面积12.39 平方千米，位于法国上法蘭西大區北部省，该省份为法国最北部的省份及最长的省份，西北濒北海，西接加来海峡省，南至埃纳省和索姆省，东与比利时接壤。
与布尚接壤的市镇（或旧市镇、城区）包括：马斯坦、瓦夫勒尚苏福、埃特兰、奥尔丹、略圣阿芒、卢尔什、马凯特昂奥斯特雷旺、埃斯科河畔讷维尔、帕扬库尔、勒镇。

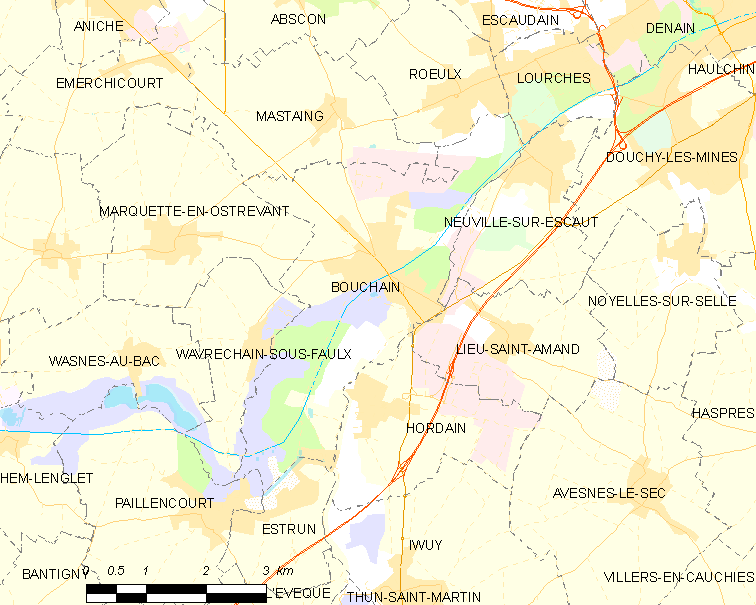
布尚的OSM定位图

布尚的时区为UTC+01:00、UTC+02:00（夏令时）。

## 行政
布尚的邮政编码为59111，INSEE市镇编码为59092。

## 政治
布尚所属的省级选区为德南县。

## 人口

1962-2008年间布尚人口变化图示

布尚于2022年1月1日时的人口数量为4054人。